# Inna Hłuszczenko
Inna Serhijiwna Hłuszczenko, ukr. Інна Сергіївна Глущенко (ur. 12 maja 2004) – ukraińska piłkarka, grająca na pozycji napastnika w klubie OGC Nice, reprezentantka Ukrainy.

## Kariera piłkarska

### Kariera klubowa
W 2018 rozpoczęła zawodową karierę klubową w seniorskiej drużynie Orion-Auto Mikołajów. Mimo młodego wieku została głównym strzelcem swojej drużyny. W swoim drugim sezonie pomogła swojej drużynie zwyciężyć w Pierwszej lidze i zdobyć awans do Wyższej Ligi. Klub w 2019 zmienił nazwę na Spartak-Orion Mikołajów, a w 2020 na Nika Mikołajów. 31 lipca 2021 zawodniczka podpisała kontrakt z Krywbasem Krzywy Róg. W 2022 roku w związku z inwazją Rosji na Ukrainę wyjechała do Czech, gdzie potem występowała w drużynie 1. FC Slovácko. 12 lipca 2022 dołączyła do francuskiego klubu Stade de Reims. 20 sierpnia 2023 przeniosła się do OGC Nice.

### Kariera reprezentacyjna
22 lutego 2022 roku zadebiutowała w seniorskiej kadrze narodowej w wygranym 2:0 meczu towarzyskim Turkish Women’s Cup z Bułgarią. Wcześniej broniła barw juniorskiej reprezentacji U-17 i U-19.

## Sukcesy i odznaczenia

### Sukcesy klubowe
Orion-Auto/Spartak-Orion/Nika Mikołajów
- mistrz Pierwszej ligi Ukrainy: 2019/20

1. FC Slovácko
- brązowa medalistka mistrzostw Czech: 2021/22